# Habernhofermühle
Habernhofermühle (fränkisch: Di Hahbanhofa Mül) ist ein Gemeindeteil der Gemeinde Uttenreuth im Landkreis Erlangen-Höchstadt (Mittelfranken, Bayern). Haberndorfermühle liegt in der Gemarkung Weiher.

## Lage
Die Einöde liegt am Nordufer der Schwabach. Die Langenbruckermühle ist 0,3 km östlich entfernt. Ein Anliegerweg führt direkt zur Staatsstraße 2243, die 0,3 km weiter nördlich in die Staatsstraße 2240 zwischen Weiher (0,3 km westlich) und Dormitz (0,7 km östlich) mündet. Im Süden jenseits der Schwabach liegt das Waldgebiet Frauenholz.

## Geschichte
Der Ort wurde 1321 als „Habernhof“ erstmals urkundlich erwähnt. Das Bestimmungswort haber (mhd. Hafer) kann auf den Anbau und/oder Verarbeitung von Hafer verweisen. Wurde es als Familienname benutzt, der zu dieser Zeit durchaus geläufig war, wurde damit der Besitzer des Hofes angezeigt. Ursprüngliche Lehnsherren des Anwesens waren die Herren von Gründlach und in deren Nachfolge wurde es an die Herren von Brauneck vererbt. 1321 übereignete Gottfried III. von Brauneck dem Kloster Neunkirchen am Brand ein Fischwasser, das er zuvor schon dem Kloster als Lehen verkauft hatte. 1341 verkaufte Gottfried III. von Brauneck die Burg Marloffstein samt allen Zugehörungen und Ansprüchen, zu denen auch die „Müle Habernhof“ zählte, an das Hochstift Bamberg. Noch im selben Jahr wurden dem bambergischen Domkapitel die jährlichen Einkünfte dieses Komplexes verkauft. Diese grundherrlichen Ansprüche wurden bis zum Ende des Alten Reiches vom Dompropsteiamt Büchenbach verwaltet. Der Hof hatte Rechte am Sebalder Reichswald (1429, 1611 bezeugt). Die Mühle diente als Getreidemühle; sie war – zumindest zeitweise – als Sägemühle ausgebaut (1458, 1812 bezeugt). Der Cadolzburger Amtmann Albrecht Stiebar erhielt 1487 die 8 Tagewerk große Flur „Zu dreien pferden“ beim Habernhof als Mannlehen. Dieses Lehen war 1683 noch in der Hand der Stiebar von Buttenheim.
Gegen Ende des 18. Jahrhunderts bestand Habernhofermühle aus einem Anwesen. Das Hochgericht übte das bambergische Centamt Neunkirchen aus. Grundherr war das bambergische Dompropsteiamt Büchenbach.
Von 1797 bis 1810 unterstand der Ort dem Justiz- und Kammeramt Erlangen. Im Rahmen des Gemeindeedikts (frühes 19. Jahrhundert) wurde Habernhofermühle dem Steuerdistrikt Kalchreuth und der Ruralgemeinde Weiher zugeordnet.

### Baudenkmal
- Haus Nr. 1: Mühle

### Einwohnerentwicklung
| Jahr      | 001818 | 001840 | 001861 | 001871 | 001885 | 001900 | 001925 | 001950 | 001961 | 001970 | 001987 |
| Einwohner | 11     | 8      | 13     | 10     | 11     | 9      | 10     | 18     | 11     | 6      | 5      |
| Häuser    | 2      | 1      |        |        | 1      | 1      | 1      | 2      | 1      |        | 1      |
| Quelle    | [ 9 ]  | [ 12 ] | [ 13 ] | [ 14 ] | [ 15 ] | [ 16 ] | [ 17 ] | [ 18 ] | [ 19 ] | [ 20 ] | [ 1 ]  |

## Religion
Die Katholiken sind nach Unsere Liebe Frau, die Lutheraner nach St. Matthäus gepfarrt.